# Ramon d'Alòs-Moner i de Dou
Ramon d'Alòs-Moner i de Dou   (Barcelona, 13 de juny de 1885 - Barcelona, 9 de febrer de 1939) fou un erudit i bibliotecari historiador de la cultura.

## Biografia
Fill de Lluís Ferran d'Alòs i de Martín (1839-1904), nascut a Madrid, i Gertrudis de Dou i de Moner (1844-1924), de Barcelona. Cursà els estudis de filosofia i lletres a la Universitat de Barcelona i fou alumne d'Antoni Rubió i Lluch als Estudis Universitaris Catalans, on va fer amistat amb el seu company d'estudis Lluís Nicolau d'Olwer. El 1906 organitzà l'exposició del llibre català al Primer Congrés Internacional de la Llengua Catalana. Des del 1907 va actuar com a secretari-redactor de l'Institut d'Estudis Catalans. El 1911 va rebre una beca per anar a Roma on va adquirir amplis coneixements sobre l'humanisme. El 6 de juliol de 1912 va contraure matrimoni amb Maria Maltese a l'església de Montserrat de Nàpols. Altre cop a Barcelona, el 1914 fou nomenat adjunt de la Biblioteca de Catalunya, i el 1917 professor de l'Escola de Bibliotecàries. En tots aquests llocs va procedir a organitzar llurs biblioteques i fons documentals, i es va demostrar com un bon professor de bibliografia i paleografia.
El 1918 va ingressar a l'Institut d'Estudis Catalans del qual en va ser secretari general des de la destitució d'Eugeni d'Ors el 1920 fins a la seva mort, l'any 1939 i va representar-lo a les reunions de la Unió Acadèmica Internacional i del Comitè Internacional de Ciències Històriques. També fou membre de la Reial Acadèmia de Bones Lletres de Barcelona.
Va centrar les seves investigacions en dos personatges catalans del segle xiii: el teòleg místic Ramon Llull, i el teòleg i metge Arnau de Vilanova. També va estudiar el contemporani Dante Alighieri, i també va aportar un seriós estudi sobre la figura i les llegendes medievals de Sant Jordi, en el qual es publica un text inèdit medieval de finals del segle xiv - principis del segle xv. Les obres que va publicar es preocupaven especialment d'aportar les fonts documentals i es caracteritzaren per una edició molt acurada, com a alumne que era de Rubió i Lluch.
El 1924 afegí, com a hereu i condició testamentària de Joaquim de Moner i de Siscar, oncle de la seva mare, el cognom Moner al seu. L'acceptació d'aquesta herència de Moner li comportarà un seguit d'enfrontaments familiars que provocarà la pèrdua de pràcticament tot el seu patrimoni. Visqué a la Torre Garcini (Guinardó), on aplegà una important biblioteca, amb una part rellevant especialitzada en Dante i literatura italiana. És enterrat al Cementiri del Poblenou (Dep. I, illa 2a exterior, núm. 113).
Dos dels seus germans foren assassinats, Manuel d'Alòs i de Dou (Barcelona, 1869 - Montcada i Reixac , 1936), capellà de Sant Francesc de Paula, i  Josep Maria d'Alòs i de Dou (Barcelona, 1873 - Montcada i Reixac, 1936), doctor i catedràtic del Seminari Conciliar, heraldista i escriptor).

## Fons i documentació familiar
Els papers de la família d'Alòs i de Dou, que inclouen un gran nombre de manuscrits de diferents èpoques, documentació patrimonial, incunables, impresos d'època moderna (entre els quals algunes primeres edicions), gravats i documents gràfics de molt diferents tipus, es troba a la Biblioteca de Catalunya, mentre que la biblioteca d'estudi de Ramon d'Alòs-Moner, que inclou també una col·lecció especialitzada en literatura italiana és a la biblioteca de la Universitat Pompeu Fabra. A l'Arxiu Històric de la Ciutat de Barcelona es conserva un important recull de fotografies familiars. El fons personal de Ramon d'Alòs-Moner es conserva a l'arxiu de l'Institut d'Estudis Catalans.

## Publicacions

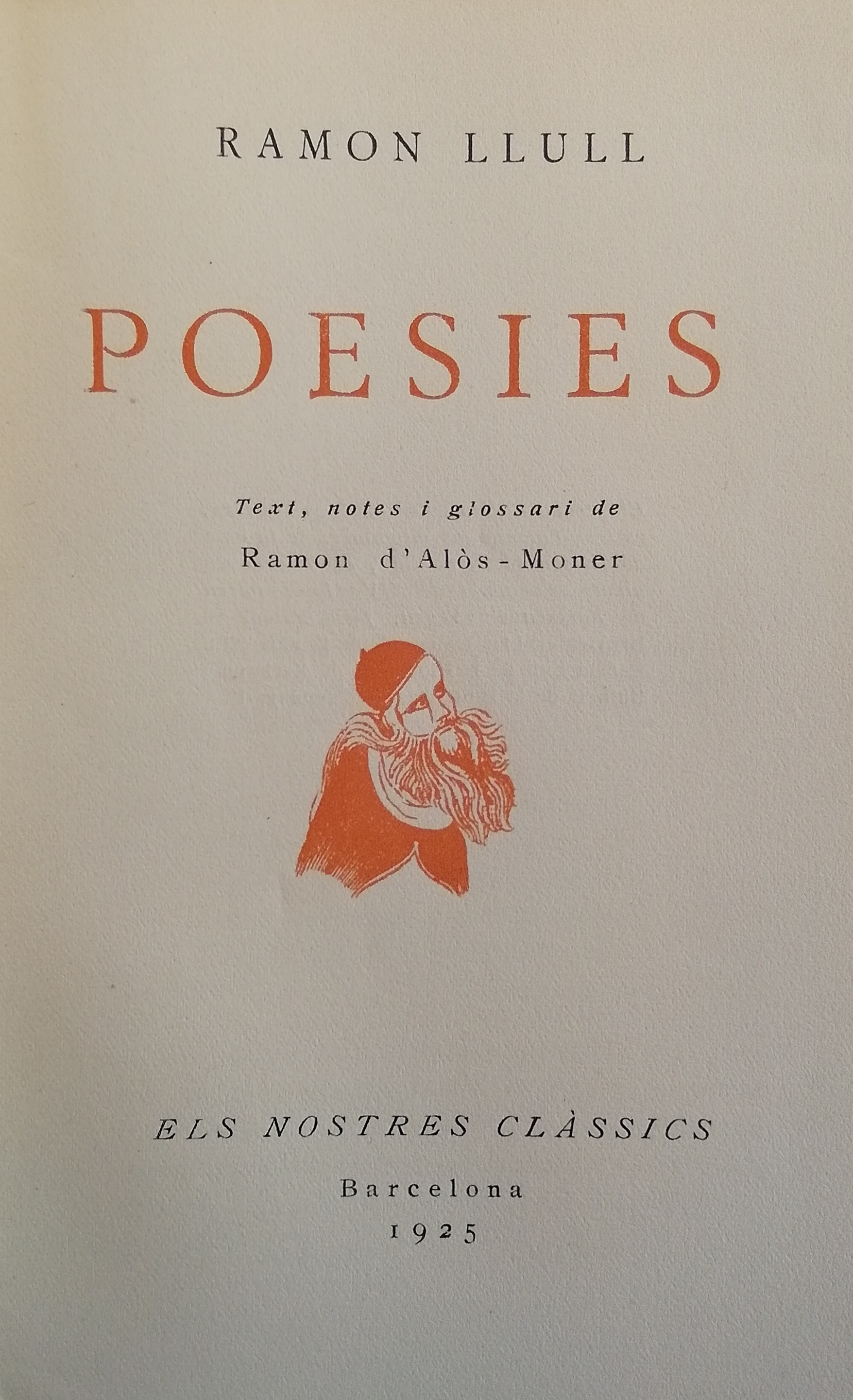
Obres rimades de Ramon Llull, a cura de Ramon d'Alòs-Moner amb textos complementaris, etcètera. Publicat per l'Editorial Barcino dins la col·lecció Els Nostres Clàssics l'any 1925

Sobre o d'Arnau de Vilanova a cura de l'autor:
- La marmessoria d'Arnau de Vilanova (1923)
- Confessió de Barcelona, a cura d'Alòs-Moner (1921)
- text català de la Informatio beguinorum

Sobre o de Ramon Llull a cura de l'autor:
- El manuscrito Ottoboniano (1914)
- Los catálogos lulianos (1918)
- Poesies. (Barcelona: Editorial Barcino, 1925)

Sobre la llegenda de Sant Jordi:
- Sant Jordi. Patró de Catalunya (Barcelona: Barcino, 1926)